# مگس راه‌آب
مگس راه‌آب (نام علمی: Psychodidae) نام یک تیره از زیرراسته نخ‌شاخان است.

## مشخصات ظاهری
پشه‌های خیلی کوچک، بدن پوشیده از کرک یا مو، بالها موقع استراحت به صورت شیروانی روی بدن.

## زیست‌شناسی
حشرهٔ کامل در اماکن مرطوب و سایه دیده می‌شود. گاهی در فاضلاب‌ها به فراوانی دیده می‌شوند. لارو در خاک‌های مرطوب و داخل مواد پوسیده یا آب دیده می‌شود.
مثال: Phlebotomus papatasi: معروف به پشهٔ خاکی که ناقل بیماری سالک به انسان می‌باشد.
به غیر از گونه‌های متعلق به جنس Phlebotomus که خونخوار بوده و ناقل بیماری هستند اکثر جنس‌ها و گونه‌های دیگر این خانواده به انسان آسیبی نمی‌رسانند.